# Trịnh Thị Ngọc Lung
Trịnh Thị Ngọc Lung (chữ Hán: 鄭氏玉瓏, 1612-1706), là một vương phi của chúa Trịnh. Bà là chính phi của Tây định Vương Trịnh Tạc. Bà là mẹ nuôi của Lê Gia Tông và Định Nam Vương Trịnh Căn.

## Tiểu sử
Theo "Hậu Đức cung bi ký" cho biết, bà là con gái ông Thái tể Quảng quận công, người làng Sài Sơn, huyện Vĩnh Phúc. Sau vào phủ chúa làm chính phi của chúa Trịnh Tạc.
Bà không có con, nhưng hết lòng chăm nom cho con trưởng của chúa là Trịnh Căn hết sức chu đáo.
Khi vua Lê Thần Tông mất, con thứ là Duy Cối mới 2 tuổi, Trịnh Tạc đem về cho bà Ngọc Lung nuôi nấng, dạy dỗ. Tuy không phải là con mình nhưng bà Ngọc Lung đã vâng lời ký thác, chăm lo nuôi dưỡng Duy Cối trong phủ hết lòng. Giúp đỡ dạy bảo, nghe lời ngay theo đạo chính, hàng ngày cho nghe bàn việc nước. Nay 11 tuổi, tuổi đã lớn, đức đã thành sớm nổi tiếng hiền tài hiếu thảo, có thể nối được nghiệp lớn, nên tôn lập lên ngôi hoàng đế để thỏa lòng trông đợi của thần dân trong nước.
Ngày 19 Bính Dần, Trịnh Tạc thân đem Tiết chế phủ và các quan đại thần văn,võ, tôn lập Duy Cối lên ngôi hoàng đế - tức Lê Gia Tông - lấy năm sau là Dương Đức thứ nhất(1672), tôn chính phi của Trịnh Tạc là Trịnh Thị Ngọc Lung làm Quốc Thái mẫu.
Trịnh Quốc thái mẫu, với tư cách là chính phi của Trịnh Tạc, đã cùng với chồng mình giúp cho nhà Lê: " khôi phục cơ đồ, trong sửa chính sự, ngoài dẹp di địch, công lao xã tắc trùm vũ trụ, đức sánh trời đất. Danh vọng đã khắp đến nhân dân".
Khi vua Lê Gia Tông qua đời, bà Ngọc Lung đã thân hành đến viếng, làm lễ lạy và khóc rất thương xót, thần liêu văn võ ai thấy cũng cảm động đến rơi nước mắt.

## Lăng mộ
Khi trở thành Quốc Thái mẫu, Ngọc Lung có nguyện vọng là được làm sinh từ tại Thịnh Mỹ xã và được Nhà Chúa chấp thuận.
Đầu xuân năm Bính Dần (1685), Nhà Chúa đặc cách phân nhiệm một bộ phận xây dựng sinh từ cho Trịnh Thị Ngọc Lung do Chúa Trịnh cắt cử. Như vậy, Lăng được xây dựng 21 năm trước khi Quốc Thái mẫu qua đời.
Do biến thiên của lịch sử, Lăng Quốc Thái mẫu Trịnh Thị Ngọc Lung không còn kiến trúc như xưa. Hiện tại toàn bộ khu vực lăng được phân bố trên một mặt bằng với diện tích 4.600m2 bao gồm khu vực cổng lăng và chính lăng. Toàn bộ khu vực lăng được làm bằng đá mà những hiện vật còn lại đến ngày nay cho chúng ta biết được kiến trúc lăng (sinh từ) là điều cần thiết.
Tấm bia Hậu Đức cung bi ký do Đông các đại học sỹ Bồi tụng sử bộ Tả thị lang Nguyễn Viết Thứ soạn dưới thời vua Lê Hy Tông - Chính Hòa năm thứ 7 (1683) nói về thời gian xây dựng Lăng cùng thân thế, sự nghiệp, công đức của Trịnh Thị Ngọc Lung là một tài liệu hết sức quý giá, có giá trị to lớn về mặt lịch sử.
Bia có hình dáng vuông cạnh cả bốn mặt, trên có mái che hình chóp, đỉnh có núm dáng kiệu long ngai. Toàn bộ bia được tạo tác trong một khối đá nguyên, mặt bia khắc nét chữ sắc, trán bia được chạm khắc hình lưỡng long chầu nguyệt, diềm bia được chạm lá cúc cách điệu. Tất cả được đặt trên một bệ bia cũng hình vuông được đặt dật cấp từ thấp lên cao. Hậu Đức cung bi ký là một tấm bia không chỉ có giá trị về mặt lịch sử mà còn có giá trị trong việc nghiên cứu mỹ thuật điêu khắc đá Việt Nam thế kỷ XVII.
Ngoài tấm bia Hậu Đức cung bi ký còn có:
- Hai Chó đá ngồi ở tư thế ngồi xổm, miệng mím, cổ được chạm nổi vòng đeo nhạc.
- Hai Nghê đá ở tư thế ngồi xổm, miệng hé vừa phải, trên mình nghê được chạm hoa văn hình mây xoắn, sóng nước và mây lửa.
- Sập đá: hình vuông, cấu trúc theo kiểu chân quỳ, dạ cá. Mặt sập được chạm hình lục giác liền nhau, bốn mặt được vo tròn cạnh. Đế sập tứ diện được chạm nổi hình rồng cuộn tròn trong mây lửa và lá cúc cách điệu.
- Hương án: Được tạo tác trên một khối đá xanh có dáng hình trụ, ở trên 4 mặt của hương án được chạm khắc dây đặc nhiều kiểu hoa văn khác nhau như: rồng, chim, mây lửa, lá đề đường triện, chuyển tải nhiều nội dung về triết lý cuộc sống: nhân, sinh, vũ trụ.
- Thành bậc cổng lăng: Là hình hai con sóc (sấu) được chạm nổi trên thành bậc trên tư thế đang lao chạy về phía nhau bất chợt như thu chân lại, ghìm mình lại. Thân sấu đuôi dài, mồm, má, răng, mắt, mũi, bờm ngực, dáng khỏe, than phủ kín hoa tròn cánh xòe, văn dấu hỏi, đuôi to lượn sóng, cổ đeo nhạc.
- Hai miếu thờ: Mẫu nghi thiên hạ Liễu Hạnh và Thánh mẫu nhân đầu, đây là 2 miếu thờ có lẽ được đời sau dựng thêm. Mặt trước miếu được chạm khắc khá công phu theo văn hình lá đề biến thể ở cạnh. Phía trên cùng là Rồng chầu mặt nguyệt, hai bên cửa được chạm nổi hình hạc đứng trên lưng rùa. Phía dưới cùng chân miếu là mặt hổ phù. Toàn bộ 2 miếu được đặt trên bệ xây gạch và vôi vữa, dật hai cấp. Ngoài ra còn có một số cột đá, móng đá nằm rải rác trong khu lăng mộ cũng được chạm khắc hoa văn khá tinh xảo và sinh động.

Hiện nay Lăng Quốc Thái mẫu Trịnh Thị Ngọc Lung không còn giữ được diện mạo ban đầu, nhưng những gì còn lại trong khu Lăng cùng với nhân vật lịch sử, lăng Quốc Thái mẫu đã được sử sách ghi chép là một "cung từ" nổi tiếng bề thế, trang nghiêm. Những hiện vật bằng đá còn giữ được qua nhiều thế hệ đến nay mà nghệ thuật tạo hình của các thế kỷ sau không thể sánh kịp.
Lăng Quốc Thái mẫu Trịnh Thị Ngọc Lung thuộc thôn Thịnh Mỹ, xã Thọ Diên, huyện Thọ Xuân (Thanh Hoá) đã được công nhận là di tích cấp tỉnh từ năm 1999. Bảo tàng Tổng hợp tỉnh, UBND, Phòng Văn hoá huyện Thọ Xuân đã ký kết bản đồ khoanh vùng bảo vệ di tích lịch sử văn hoá trên, với tổng diện tích "bất khả xâm phạm" là 4.600m2.

## Đánh giá
Sau này, vua Lê Huyền Tông còn đánh giá công lao đóng góp của Trịnh Tạc và Quốc Thái mẫu Trịnh Thị Ngọc Lung, đã được sử sách ghi lại:
"...Đến khi hoàng Khảo ta mệt mỏi chầu giời, trong lúc nguy nghi, đều nhờ ở Thượng Sư Tây Vương Trịnh Tạc đảm đương việc ký thác con côi và tiết chế phủ cùng đại thần văn võ trăm quan tôn lập ta lên ngôi hoàng đế để nối dõi việc lớn. Đã có công dạy bảo ta từ bé, được hưởng phúc vì thiện theo người hiền".